# Малогонтское учёное общество
Малогонтское учёное общество (словац. Učená spoločnosť malohontská) — одно из учёных обществ, возникавших на территории Словакии в эпоху просвещения (конец XVIII века — начало XIX века). Существовало в 1808 — 1841 годах. Названо по историческому региону Венгрии — Малогонту. Малогонтское учёное общество объединяло протестантов. 
Общество было одним из центров научной деятельности во времена, когда в Словакии не было университетов. Её члены занимались философией, педагогикой, этнографией, историей, историей литературы и т. д.
В своих философских трудах они развивали идеи рационализма, гносеологического критицизма и просветительского гуманизма. Свои идеи члены общества публиковали в сборнике «Соленния» (словац. Solennia) (1809 — 1842, в общей сложности вышло 45 номеров), внеся таким образом значительный вклад в историю словацкой философии.

## Члены
- М. Голко
- Ян Фейес (1764—1823)
- Ян Лауренци (1775—1819)
- Штайгель
- Гашпар Шулек (1788—1827)
- Самуэль Коллар
- Петер Кубиньи
- Ян Крман и другие.